# روبرت روز (لاعب كرة قدم أمريكية)
روبرت روز (بالإنجليزية: Robert Rose)‏ هو لاعب كرة قدم أمريكية أمريكي، ولد في 24 ديسمبر 1987 في كليفلاند في الولايات المتحدة.

## وصلات خارجية
- روبرت روز على موقع مرجع كرة القدم المحترفة.كوم (الإنجليزية)